# Камнеломка красноволосая
Камнеломка красноволосая (лат. Micranthes ferruginea) – вид цветкового растения. Он произрастает в западной части Северной Америки от Аляски и северо-западной Канады до северной Калифорнии и Вайоминга, где его можно найти во влажной каменистой среде обитания в горных районах. Камнеломка красноволосая – многолетнее травянистое растение, растущее из системы каудекса и корневища и дающее прикорневую розетку листьев. Каждый лист длиной до 6 сантиметров, толстый и мясистый с крупными зубцами по краям. Соцветие возникает на тонком, опушенном цветоносе высотой до 40 сантиметров. Тонкие ветви несут цветы и репродуктивные луковицы. У каждого цветка белые лепестки лопатообразной формы.